# Nhà ngôn từ
Nhà ngôn từ (pol. Dom Słów, trước đây gọi là Phòng in) - bảo tàng về kiểu chữ ở Ba Lan, là một trung tâm giáo dục đa phương thức. Nó làm quen khán giả thông qua thơ ca và nghệ thuật, kỹ thuật in cũ, lịch sử và thành tựu của ngành in ở Lublin.
Tọa lạc tại Phố Żmigród 1 ở Lublin, bên trong Cung điện của Pociej.

## Sứ mệnh
Theo tuyên bố của mình: chương trình của Nhà ngôn từ được cấu trúc xoay quanh ý nghĩa của từ viết trong bối cảnh văn hóa và xã hội. Do đó tổ chức đã trở thành một nơi kích hoạt và một SME mới trong lĩnh vực viết chữ và văn học.

## Thành lập
Bảo tàng có vị trí trong nhà in „Popularna" trước chiến tranh, hoạt động từ năm 1932. Trước Thế chiến II, các tác giả như Józef Czechowicz và Józef Lobodowski là một trong những khách hàng của nó. Trong thời gian chiếm đóng 1939-1944 đã có các tài liệu quảng cáo bất hợp pháp được in. Do ảnh hưởng của một hoạt động cung cấp thông tin vào tháng 3 năm 1944, người Đức đã bắt giữ mười bốn nhà in của „Popularna". Họ đã bị bắn tại Trại tập trung Majdanek vào ngày 3 tháng 6 năm 1944. Sau chiến tranh, nhà in đã trở thành một tài sản của nhà nước, và người sử dụng Hợp tác xã Lao động „Intrograf", năm 1972 đã thành lập một Phòng in ấn truyền thống Lublin.

## Hiện tại

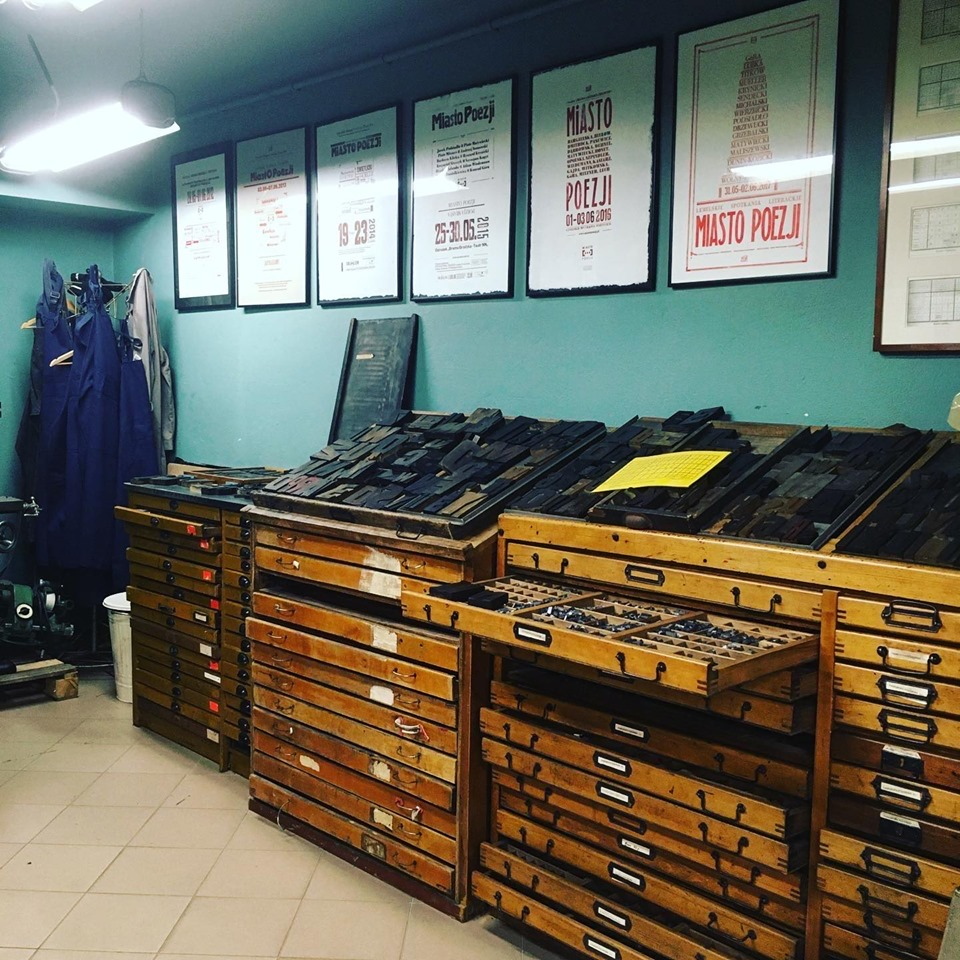

Bộ In và Ghi nhớ của Ba Lan đã được mở lại vào ngày 6 tháng 5 năm 2008, được điều khiển bởi „ Brama Grodzka - Teatr NN" (Cổng Grodzka - Nhà hát NN). Trung tâm đã tiếp quản tòa nhà vào năm 2006 và sửa chữa nó, các máy in lịch sử cũng đã được sửa chữa và hiện có thể được vận hành. Phòng in bên cạnh các triển lãm thường trực, trưng bày nhiều triển lãm tạm thời và dẫn dắt các hội thảo nghệ thuật và giáo dục cho khán giả trẻ.